# Gambela
Gambela (amharski: ጋምቤላ) je grad u Etiopiji, upravno središte Regije Gambela. Grad leži na nadmorskoj visini od 526 metara u Upravnoj Zoni 1, na ušću rijeka Baro i Jajaba.
Gambela je značajan grad za Etiopiju zbog svojih mostova preko rijeka Baro i Jajaba. Do kraja 1980-ih bio je značajna riječna luka, ali je promet danas obustavljen zbog zategnutih odnosa između Sudana i Etiopije.
Grad ima zračnu luku - Gambela (ICAO kod HAGM, IATA GMB), pored grada nalazi se jedan od najvećih nacionalnih parkova Etiopije Nacionalni park Gambela.

## Povijest
Gambela je utemeljena zbog svog položaja na rijeci Baro, koja je jedina plovna rijeka Etiopije, kako se njom moglo doći sve do Nila pa tako na kraju i do Egipta, a u nedostatku bilo kojeg drugog prometnog puta, utemeljena je luka Gambela 15. svibnja 1902. Nju su uz odobrenje etiopskog cara Menelika II. izgradili Britanci 1907. kao svoje vlasništvo, radi izvoza kave s Etiopske visoravni. Do sredine 1930-ih brodovi s Nila su dva puta mjesečno plovili za Gambelu (ali samo tijekom kišne sezone od lipnja do listopada), za plovidbu do Kartuma trebalo im je po 7 dana nizvodno i oko 11 dana uzvodno. Potom je Gambela povezana s Kartumom i željezničkom prugom dugom 1.366 km. Potom su grčki poduzetnici T. Zervos i A. Danalis dobili koncesiju 1927. za izgradnju ceste duge 180 km kojom je Gambela povezana s gradovima Metu i Gore.
No kad su Gambelu zauzeli Talijani 1936., i kad je tako postala dio Talijanske istočne Afrike, promet brodovima po Baru je potpuno zamro. Talijani su zbog tog izgradili cestu od Gambele do Nekemtea (prema Eritreji) između 1936. – 1940. Grad su oslobodile britanske jedinice 3. veljače 1941., potom se obnovio riječni promet.
Nakon tog je Gambela bila poprište jedne neuspjele secesije koju je želio ostvariti Lij Tevodros, sin svrgnutog etiopskog cara Lija Ijasua, koji se u svibnju 1941. proglasio carem. Njega su iz grada protjerale kolonijalne jedinice iz Belgijskog Konga u veljači 1942.
Potom je potpisan novi Anglo-etiopski ugovor o korištenju luke Gambela, i cijele enklave 19. studenog 1944., njime su formalno ukinute sve prijašnje privilegije koje su uživali Britanci, no oni su nastavili upravljati lukom i gotovo cijelom regijom Gambela preko svoje kolonije Sudan. Nakon tog je etiopska vlada ukinula Talir Marije Terezije kao zakonsko sredstvo plaćanja, a zatražila je i to da svi putnici koji dolaze u Gambelu moraju imati valjane putne isprave izdate od strane vlade iz Adis Abebe. Potom je etiopska vlada 1951. zabranila britanskom građaninu satniku Dribblu, pravo da sudi ili uhićuje, nakon tog ga je protjerala iz Gabele 30. listopada 1954., to je bio i formalni kraj britanske uprave nad Gabelom. Ali je britanski kolonijalni Sudan zamijenio Britaniju i odbio predati Gambelu Etiopiji sve do 15. listopada 1956. godine. 
Luka Gambela je potpuno obustavila promet za vrijeme vladavine vojnog režima Derg krajem 1970-ih, kako su tenzije između Sudana i Etiopije zbog učestalih građanskih sukoba u obje zemlje i dalje vrlo visoke, luka je i nadalje zatvorena.
U Gambeli su 13. studenog 2003., izbili krvavi međuetnički sukobi između doseljenika s Etiopske visoravni i većinskog domorodačkog stanovništva Anuaka u koji se umiješala i vojska, tad je ubijeno 424 stanovnika. najnoviji međuetnički incident zbio se 30. listopada 2005., tad je naoružana grupa Anuaka napala zatvor i oslobodila uhićenike, pritom su ubili policajca.

## Stanovništvo
Prema podacima Središnje statističke agencije Etiopije -(CSA) za 2005., Gambela je imala 31,282 stanovnika od tog je 16,163 bilo muškaraca i 15,119 žena. Najbrojnije etničke skupine su; Anuaki 33.8%, Oromci 26.1%, Amharci 14%, Nuerci 10.4%, Tigré 6.5% te Kambate 4.3%, sve ostale skupine tvore 4.9% stanovništva.